# Australian Open-mesterskabet i damedouble 2024
Australian Open-mesterskabet i damedouble 2024 var den 98. turnering om Australian Open-mesterskabet i damedouble. Turneringen var en del af Australian Open 2024 og blev spillet i Melbourne Park i Melbourne, Victoria, Australien i perioden 16. - 28. januar 2024.
Mesterskabet blev vundet af Hsieh Su-Wei og Elise Mertens, som i finalen besejrede Ljudmyla Kitjenok og Jeļena Ostapenko med 6-1, 7-5, og som dermed vandt deres anden grand slam-titel i damedouble som makkere, idet de tidligere havde vunder Wimbledon-mesterskabet i 2021. Det var Hsiehs syvende grand slam-titel i damedouble, men det var hendes første damedoubletitel i Australian Open, hvor hun havde vundet sin første titel i mixed double-finalen to dage tidligere. Med en alder på 38 år og 24 dage blev hun den næstældste damedoublemester på grand slam-niveau, kun overgået af Lisa Raymond, som var otte dage ældre, da hun vandt US Open 2011. Mertens vandt Australian Open-mesterskabet i damedouble for anden gang, efter at hun i 2021 havde vundet turneringen for første gang med Aryna Sabalenka som makker, og det var hendes fjerde grand slam-titel i alt i karrieren. I kraft af turneringssejren genvandt Elise Mertens førstepladsen på WTA's verdensrangliste i double, hvor Hsieh Su-Wei samtidig avancerede fra sjette- til andenpladsen. Både Ljudmyla Kitjenok og Jeļena Ostapenko var i deres første grand slam-finale i damedouble.
Barbora Krejčíková og Kateřina Siniaková havde vundet de foregående to udgaver af mesterskabet og var derfor forsvarende mestre, men de to spillere havde stoppet deres mangeårige samarbejde efter 2023-sæsonen. I stedet stillede Krejčíková op med Laura Siegemund som makker, mens Siniaková var tilmeldt sammen med nr. 1 på WTA's verdensrangliste i double, Storm Hunter.
Siden Ruslands invasion af Ukraine i begyndelsen af 2022 havde tennissportens styrende organer, WTA, ATP, ITF og de fire grand slam-turneringer, tilladt, at spillere fra Rusland og Hviderusland fortsat kunne deltage i grand slam-turneringer samt turneringer på ATP Tour og WTA Tour, men de kunne ikke stille op under landenes navne eller flag, og spillerne fra de to lande deltog derfor i turneringen under neutralt flag.

## Pengepræmier og ranglistepoint
Den samlede præmiesum til spillerne i damedouble androg A$ 4.697.000 (ekskl. per diem), hvilket var en stigning på 11,2 % i forhold til året før.
| Resultat               | Pengepræmier | Pengepræmier | Ændring ift. 2023 | WTA-point |
| Resultat               | Pr. par      | Total        | Ændring ift. 2023 | WTA-point |
| ---------------------- | ------------ | ------------ | ----------------- | --------- |
| Vindere (1)            | A$ 730.000   | A$ 730.000   | +5,0 %            | 2.000     |
| Finalister (1)         | A$ 400.000   | A$ 400.000   | +8,1 %            | 1.300     |
| Semifinalister (2)     | A$ 227.500   | A$ 455.000   | +8,3 %            | 780       |
| Kvartfinalister (4)    | A$ 128.000   | A$ 512.000   | +9,9 %            | 430       |
| Tabere i 3. runde (8)  | A$ 75.000    | A$ 600.000   | +11,5 %           | 240       |
| Tabere i 2. runde (16) | A$ 53.000    | A$ 848.000   | +14,0 %           | 130       |
| Tabere i 1. runde (32) | A$ 36.000    | A$ 1.152.000 | +16,2 %           | 10        |
| Samlet præmiesum       | -            | A$ 4.697.000 | +11,2 %           | -         |

## Turnering

### Deltagere
Turneringen havde deltagelse af 64 par, der var fordelt på:
- 57 direkte kvalificerede par i form af deres ranglisteplacering.
- 7 par, der havde modtaget et wildcard.

#### Seedede par
De 16 bedst placerede af parrene på WTA's verdensrangliste blev seedet:
| Seedning | Rang. | Rang. | Spillere                             | Resultat        |
| Seedning | Sum   | Ind.  | Spillere                             | Resultat        |
| -------- | ----- | ----- | ------------------------------------ | --------------- |
| 1        | 6     | 3     | Coco Gauff Jessica Pegula            | Meldte afbud    |
| 2        | 8     | 6 2   | Hsieh Su-Wei Elise Mertens           | Mestre          |
| 3        | 14    | 1 13  | Storm Hunter Kateřina Siniaková      | Semifinalister  |
| 4        | 16    | 7 9   | Gabriela Dabrowski Erin Routliffe    | Semifinalister  |
| 5        | 17    | 12 5  | Barbora Krejčiková Laura Siegemund   | Kvartfinalister |
| 6        | 30    | 16 14 | Desirae Krawczyk Ena Shibahara       | Tredje runde    |
| 7        | 32    | 15 17 | Nicole Melichar-Martinez Ellen Perez | Første runde    |
| 8        | 35    | 25 10 | Beatriz Haddad Maia Taylor Townsend  | Tredje runde    |
| 9        | 37    | 19 18 | Demi Schuurs Luisa Stefani           | Kvartfinalister |
| 10       | 44    | 20 24 | Chan Hao-Ching Giuliana Olmos        | Anden runde     |
| 11       | 54    | 26 28 | Ljudmyla Kitjenok Jeļena Ostapenko   | Finalister      |
| 12       | 56    | 23 33 | Marie Bouzková Sara Sorribes Tormo   | Første runde    |
| 13       | 56    | 27 29 | Miyu Kato Aldila Sutjiadi            | Første runde    |
| 14       | 79    | 57 22 | Bethanie Mattek-Sands Wang Xinyu     | Første runde    |
| 15       | 89    | 51 38 | Ingrid Martins Monica Niculescu      | Første runde    |
| 16       | 97    | 48 49 | Eri Hozumi Makoto Ninomiya           | Anden runde     |

#### Wildcards
Syv par modtog et wildcard til turneringen.
| Spillere                        | Resultat     |
| ------------------------------- | ------------ |
| Destanee Aiava Maddison Inglis  | Anden runde  |
| Kimberly Birrell Olivia Gadecki | Anden runde  |
| Talia Gibson Priscilla Hon      | Første runde |
| Kaylah McPhee Astra Sharma      | Første runde |
| Taylah Preston Arina Rodionova  | Anden runde  |
| Daria Saville Ajla Tomljanović  | Anden runde  |
| Wang Yafan Yuan Yue             | Anden runde  |

### Resultater

#### Kvartfinaler, semifinaler og finale
| Caroline Garcia     |
| Kristina Mladenovic |

| Ljudmyla Kitjenok |
| Jeļena Ostapenko  |

| Ljudmyla Kitjenok |
| Jeļena Ostapenko  |

| Gabriela Dabrowski |
| Erin Routliffe     |

| Gabriela Dabrowski |
| Erin Routliffe     |

| Cristina Bucșa    |
| Aleksandra Panova |

| Ljudmyla Kitjenok |
| Jeļena Ostapenko  |

| Barbora Krejčíková |
| Laura Siegemund    |

| Hsieh Su-Wei  |
| Elise Mertens |

| Storm Hunter       |
| Kateřina Siniaková |

| Storm Hunter       |
| Kateřina Siniaková |

| Demi Schuurs  |
| Luisa Stefani |

| Hsieh Su-Wei  |
| Elise Mertens |

| Hsieh Su-Wei  |
| Elise Mertens |

#### Første, anden og tredje runde
| Tamara Korpatsch |
| Elixane Lechemia |

| Clara Burel |
| Diane Parry |

| Tamara Korpatsch |
| Elixane Lechemia |

| Katarzyna Kawa |
| Marta Kostjuk  |

| Katarzyna Kawa |
| Marta Kostjuk  |

| Tatjana Maria |
| Arantxa Rus   |

| Tamara Korpatsch |
| Elixane Lechemia |

| Tímea Babos |
| Anna Bondár |

| Caroline Garcia     |
| Kristina Mladenovic |

| Angelica Moratelli |
| S. Murray Sharan   |

| Tímea Babos |
| Anna Bondár |

| Caroline Garcia     |
| Kristina Mladenovic |

| Caroline Garcia     |
| Kristina Mladenovic |

| Bethanie Mattek-Sands |
| Wang Xinyu            |

| Ljudmyla Kitjenok |
| Jeļena Ostapenko  |

| Emina Bektas |
| Kayla Day    |

| Ljudmyla Kitjenok |
| Jeļena Ostapenko  |

| Varvara Gracheva   |
| Sabrina Santamaria |

| Kimberly Birrell |
| Olivia Gadecki   |

| Kimberly Birrell |
| Olivia Gadecki   |

| Ljudmyla Kitjenok |
| Jeļena Ostapenko  |

| Linda Nosková |
| Wang Xiyu     |

| Wu Fang-Hsien |
| Zhu Lin       |

| Talia Gibson  |
| Priscilla Hon |

| Linda Nosková |
| Wang Xiyu     |

| Wu Fang-Hsien |
| Zhu Lin       |

| Wu Fang-Hsien |
| Zhu Lin       |

| Nicole Melichar-Martinez |
| Ellen Perez              |

| Gabriela Dabrowski |
| Erin Routliffe     |

| Linda Fruhvirtová |
| Ashlyn Krueger    |

| Gabriela Dabrowski |
| Erin Routliffe     |

| Anastasija Potapova |
| Jana Sizikova       |

| Veronika Kudermetova |
| A. Pavljutjenkova    |

| Veronika Kudermetova |
| A. Pavljutjenkova    |

| Gabriela Dabrowski |
| Erin Routliffe     |

| Bibiane Schoofs      |
| Kimberley Zimmermann |

| Guo Hanyu   |
| Jiang Xinyu |

| Guo Hanyu   |
| Jiang Xinyu |

| Guo Hanyu   |
| Jiang Xinyu |

| Sophie Chang |
| Alycia Parks |

| Eri Hozumi      |
| Makoto Ninomiya |

| Eri Hozumi      |
| Makoto Ninomiya |

| Marie Bouzková      |
| Sara Sorribes Tormo |

| Cristina Bucșa    |
| Aleksandra Panova |

| Cristina Bucșa    |
| Aleksandra Panova |

| Elina Avanesjan   |
| Iryna Sjymanovitj |

| Elina Avanesjan   |
| Iryna Sjymanovitj |

| Danielle Collins |
| Nadija Kitjenok  |

| Cristina Bucșa    |
| Aleksandra Panova |

| Mirra Andrejeva  |
| Viktorija Tomova |

| Beatriz Haddad Maia |
| Taylor Townsend     |

| Anna Blinkova         |
| Aljaksandra Sasnovitj |

| Anna Blinkova         |
| Aljaksandra Sasnovitj |

| Tereza Mihalíková |
| Xu Yifan          |

| Beatriz Haddad Maia |
| Taylor Townsend     |

| Beatriz Haddad Maia |
| Taylor Townsend     |

| Barbora Krejčíková |
| Laura Siegemund    |

| Katie Boulter |
| Petra Martić  |

| Barbora Krejčíková |
| Laura Siegemund    |

| Lucia Bronzetti |
| Heather Watson  |

| Wang Yafan |
| Yuan Yue   |

| Wang Yafan |
| Yuan Yue   |

| Barbora Krejčíková |
| Laura Siegemund    |

| Anhelina Kalinina   |
| Anna K. Schmiedlová |

| Emma Navarro   |
| Diana Sjnaider |

| Emma Navarro   |
| Diana Sjnaider |

| Emma Navarro   |
| Diana Sjnaider |

| Sofia Kenin   |
| Asia Muhammad |

| Chan Hao-Ching |
| Giuliana Olmos |

| Chan Hao-Ching |
| Giuliana Olmos |

| Miyu Kato       |
| Aldila Sutjiadi |

| Jekaterina Aleksandrova |
| Anna Kalinskaja         |

| Jekaterina Aleksandrova |
| Anna Kalinskaja         |

| Kaylah McPhee |
| Astra Sharma  |

| Taylah Preston  |
| Arina Rodionova |

| Taylah Preston  |
| Arina Rodionova |

| Jekaterina Aleksandrova |
| Anna Kalinskaja         |

| Elisabetta Cocciaretto |
| Martina Trevisan       |

| Storm Hunter       |
| Kateřina Siniaková |

| Destanee Aiava  |
| Maddison Inglis |

| Destanee Aiava  |
| Maddison Inglis |

| Camila Osorio     |
| Julija Putintseva |

| Storm Hunter       |
| Kateřina Siniaková |

| Storm Hunter       |
| Kateřina Siniaková |

| Desirae Krawczyk |
| Ena Shibahara    |

| Irina Khromatjeva   |
| Miriam Kolodziejová |

| Desirae Krawczyk |
| Ena Shibahara    |

| Ana Bogdan      |
| Rebeka Masarova |

| Ana Bogdan      |
| Rebeka Masarova |

| Ulrikke Eikeri     |
| Catherine Harrison |

| Desirae Krawczyk |
| Ena Shibahara    |

| Anna Danilina       |
| Viktória Hrunčáková |

| Demi Schuurs  |
| Luisa Stefani |

| Caroline Dolehide |
| Peyton Stearns    |

| Caroline Dolehide |
| Peyton Stearns    |

| Sorana Cîrstea |
| Donna Vekić    |

| Demi Schuurs  |
| Luisa Stefani |

| Demi Schuurs  |
| Luisa Stefani |

| Ingrid Martins   |
| Monica Niculescu |

| Sara Errani     |
| Jasmine Paolini |

| Sara Errani     |
| Jasmine Paolini |

| Lidzija Marozava |
| Katarzyna Piter  |

| Shuko Aoyama      |
| Aleksandra Krunić |

| Shuko Aoyama      |
| Aleksandra Krunić |

| Sara Errani     |
| Jasmine Paolini |

| Daria Saville    |
| Ajla Tomljanović |

| Hsieh Su-Wei  |
| Elise Mertens |

| Oksana Kalasjnikova |
| Maia Lumsden        |

| Daria Saville    |
| Ajla Tomljanović |

| Greet Minnen     |
| Yanina Wickmayer |

| Hsieh Su-Wei  |
| Elise Mertens |

| Hsieh Su-Wei  |
| Elise Mertens |